# Magnus Heinason
Magnus Heinason oder dänisch Mogens Heinesen (* 1545 in Oyndarfjørður, Färöer; † 18. Januar 1589 in Kopenhagen) war ein färöisch-norwegischer Seeheld im 16. Jahrhundert.
Der Name Magnus Heinason ist auf den Färöern berühmt, wo ihn viele als Nationalheld wie Nólsoyar Páll oder Jóannes Patursson betrachten. Der Grund hierfür ist aber eher, dass er in Kopenhagen hingerichtet wurde, als dass er wirklich unschuldig war.

## Herkunft
Magnus war der Sohn des Norwegers Heini Havreki (1514–1576), der nach der Reformation auf den Färöern (1538) Pfarrer auf Eysturoy und später Propst der Färöer wurde. Seine Mutter war ebenfalls Norwegerin und hieß Gyri Arnbjørnsdatter. Bis zu seinem 17. oder 18. Lebensjahr hielt er sich auf den Färöern auf und war ein begeisterter Seefahrer.
Dann ging sein Vater 1566 nach Bergen, und Magnus wurde dort durch Beziehungen seiner norwegischen Verwandten schnell Kapitän, der die Route Bergen-Färöer befuhr.
Durch seine norwegischen Eltern und sein Wirken in Norwegen gilt er Norwegern oft ebenso als einer der ihren, wie den Färingern. Lucas Debes merkte 1673 in seinem Standardwerk Færoæ & Færoa Reserata an:

„Eben so streiten auch die Norweger und die Färöer, um diesen Magnus Heinesen nach seinem Tode, wessen Landsmann er seyn solle. Die Färöer sagen einhellig, dass er bey ihnen gebohren sey, weil sein Vater hier im Land wohnte, seine Brüder und Geschwister hier im Lande gewohnet, und darinn gestorben, und seine Verwandten und Freunde auch noch bis auf diesen Tag hier leben.“

Magnus Heinason hatte unter anderem den unehelichen Sohn Rasmus Magnussen (1560–1670), der 110 Jahre alt und mit 103 noch einmal Vater (von Guttormur í Múla) wurde.

## Monopolhandel mit Kaperbrief
Auf der dritten Reise von Bergen nach den Färöern wurde sein Schiff von Seeräubern überfallen und ausgeplündert. Das schien ihn zur Aufgabe der Handelsschifffahrt bewogen zu haben, und er verließ Norwegen, um in die Dienste der holländischen Marine zu treten, in der er etwa 10 Jahre diente.
Er soll ein ausgezeichneter Kämpfer auf See gewesen sein und ging 1578 mit besten Empfehlungen nach Dänemark-Norwegen zu König Frederik II., um in seine Dienste zu treten. Er soll ein guter Freund des Königs gewesen sein, und sein Name war bald über die Grenzen Dänemarks bekannt.
Sein Halbbruder Jógvan Heinason (1541–1602) war bereits 1572 Løgmaður der Färöer geworden, und Magnus wünschte sich nichts sehnlicher, als wieder eine Route zu den Färöern befahren zu dürfen. 1579 bekam er in Bergen als erster Färinger in der Geschichte den Monopolhandel über die Färöer zugesprochen.
Nachdem Tórshavn 1579 vom schottischen Piraten Klerck überfallen wurde, erhielt Heinason einen Kaperbrief, um sich sowohl gegen die englischen Seeräuber als auch die holländischen Handelsschiffe durchzusetzen, die trotz dänischen Verbots um das Nordkap nach Russland segelten. Die Hälfte der Beute sollte der König bekommen, und die andere Hälfte Magnus Heinason. Im folgenden Jahr befand sich Heinason auf dem Höhepunkt seiner Macht. Mit den Färöern als Stützpunkt kämpfte er gegen die oft überlegenen Seeräuber im Nordatlantik.
Lucas Debes berichtet 1673 in Færoæ & Færoa reserata von einer besonderen Kriegslist, die Heinason anwendete, um einen haushoch überlegenen Feind auszuschalten. Anstatt den chancenlosen Kampf mit dem gegnerischen Schiff zu suchen, soll sich Heinason als Fischer verkleidet haben und alleine mit einem Boot zum Piratenschiff gerudert sein, das vor der norwegischen Küste lag. Er fischte auch wirklich und verkaufte seinen Fang an die Piraten. So an Bord gelangt, gewann er schnell Sympathie unter den Seeleuten und er durfte sein Boot am Heck festmachen, um dort zu übernachten. Die Wachen kümmerten sich nicht weiter um den vermeintlich armen Kerl, und als alles schlief, machte sich Heinason an das Ruder des Schiffs. Er stopfte Nägel in die Lager des Ruders, verleimte sie und goss zusätzlich Blei hinein. Seelenruhig ruderte er am nächsten Morgen wieder weg, bestieg sein eigenes Schiff und konnte das nun manövrierunfähige Piratenschiff ohne sonderlichen Widerstand aufbringen und alle Mann gefangen nehmen.
Eine andere Episode erzählt von einem Seeräuber, der ihm in Tórshavn selber auflauern wollte. Als Heinason das rechtzeitig bemerkte, zog er sich auf die Insel Hestur zurück, wo er eifrig große Steine sammelte. Als der Feind an Land ging, ließ Heinason die Brocken auf ihn hinunter rollen, sodass er zur Flucht gezwungen war. Heinason ließ aber nicht locker und wollte sich rächen. Er erfuhr später, dass das Piratenschiff in Norwegen sei, segelte dorthin und ersann eine neue List: Als Bauer verkleidet ging er unbehelligt an Bord und unterhielt die Seeleute mit Narreteien. Irgendwann stellte er sich ganz betrunken von ihrem Bier und tat so, als wenn er den Hauptmast hinauf klettern wollte, es aber nicht schaffte. Natürlich schaffte er es dann plötzlich doch, zog einen Dolch hervor, mit dem er das Topsegel abhaute und bewarf dann die Leute an Deck mit mitgebrachten Steinen. Als sie unter Deck flohen, kamen Heinasons restlichen Leute und konnten die Piraten gefangen nehmen.
Einmal soll Heinason gefangen genommen worden sein und antwortete auf die Frage des Überwältigers, was er an seiner Stelle machen würde:

„Wenn ich die Macht über dich hätte, so du über mich hast, so solltest du den herbesten Tod, den ich nur erdenken könnte, empfinden müssen.“

Angesichts dieses Todesmutes wurde Heinason los gelassen, ohne dass er darum gebeten hätte.
Doch nicht nur Heldengeschichten erzählten sich die Färinger, sondern sie litten auch zunehmend unter Heinasons Monopolhandel, in dem er als Betrüger galt. Klagen hierüber konnten aber nicht nach außen dringen, zumal der Løgmaður sein Halbbruder war und auch der Lehnsmann Hans Lindenov in Bergen ein Mitverschwörer.

## Valkendorffs Rache
Während Heinason 1580 mit dem Bau der Festung Skansin in Tórshavn beschäftigt war, die dort noch heute steht, kam ein deutsches Schiff zu den Färöern, um dort mit den Bewohnern illegalen Handel zu treiben. Sein Rivale, der Königliche Rentmeister und Statthalter von Norwegen und Island, Christoffer Valkendorff, nutzte die Gelegenheit und sorgte in der Folge beim König dafür, dass Heinason den Monopolhandel wieder verlor, zumal der Krone durch Heinasons (Un-)Tätigkeit angeblich erhebliche Einnahmen verloren gingen.
Um den König wieder umzustimmen, ging Heinason 1581 nach Dänemark und schlug vor, mit zwei Schiffen eine Segelroute zu den verlorenen Kolonien nach Grönland zu finden. Allerdings verhinderte Treibeis vor Ostgrönland einen Landgang der Expedition, die daher erfolglos abgebrochen werden musste.
Im selben Jahr wurde Heinason wegen einer Vergewaltigung in Norwegen angeklagt. Es handelte sich um Margrethe Axelsdatter Güntersberg (1565–1589), mit der er sich 1580 verlobt hatte und ein Kind hatte, das als Säugling starb. Aber da er 1582 ihre jüngere Schwester heiratete, wurde die Sache zunächst eingestellt. Seine Braut hieß Sofie Axelsdatter Güntersberg (1566–1607) und die Trauung fand am ersten Weihnachtstag in der Festung Bergenhus statt. Mit ihr hatte er die Tochter Elsebe Magnusdatter.
1583 wurde die Sache dennoch wieder aufgegriffen und ging zu Lasten Heinasons aus. Gleichzeitig wurde er in Bergen von Valkendorff auch wegen Unregelmäßigkeiten im Monopolhandel über die Färöer angeklagt. Heinason verlor das Handelsmonopol und floh erneut nach Holland, wo er im Sommer 1585 in den Dienst von Moritz von Oranien trat, der ihm einen Kaperbrief gab. Nach zwei Jahren kehrte Heinason nach Dänemark zurück, um seinen ehemaligen Freund, den König aufzusuchen, welcher einen Schlussstrich unter die Geschichte zog. Heinason ließ sich in Ålborg nieder.
Frederik II. starb 1588 unerwartet, aber Heinason gelang es noch, das versprochene Lehen über die Insel Egholm im Limfjord zu erhalten. Das soll sein letzter Glücksfall gewesen sein.
Valkendorff ließ nicht locker und bekam nun Schützenhilfe von einer englischen Gesandtschaft, die Heinason beschuldigte, 1585 im Auftrage Moritz von Oraniens ein englisches Schiff aufgebracht zu haben. Obwohl man dafür kaum in Dänemark angeklagt werden konnte, witterte Heinason die Gefahr und floh mit seiner Familie, wurde aber in Norwegen gefasst. Valkendorf nutzte die Gelegenheit für einen schnellen Willkürprozess gegen Heinason am 16. Januar 1589. Zwei Tage später, am 18. Januar, wurde Magnus Heinason auf dem Schlossplatz in Kopenhagen geköpft.
Seine letzten Worte soll er an den Henker gerichtet haben, der ihm die Augen verbinden wollte:

„Nein! Ich habe so manche gezogene Klinge gesehen, ich bin gar nicht bange, sey du nur nicht bange.“

## Rehabilitierung

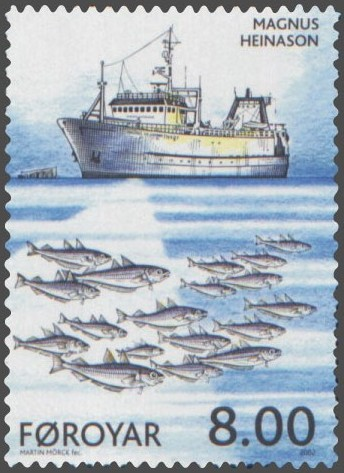
Das moderne Meeresforschungsschiff der Landesregierung der Färöer trägt den stolzen Namen Magnus Heinason.

Im Jahre 1590 wurde die Sache wegen der offenkundigen Unregelmäßigkeiten von Heinasons Witwe Sofie Axelsdatter Güntersberg und seinem Freund Hans Lindenov erneut vor Gericht aufgegriffen. Heinason wurde am 6. August vom Herrentag in Kolding postum von allen Anklagepunkten freigesprochen. Die Leiche erhielt ein Ehrenbegräbnis in der Kirche von Lindenovs Gut Ørslev Kloster, und Valkendorff verlor alle seine Ämter.
Vielen (aber nicht allen) Färingern gilt Magnus Heinason nicht zuletzt deswegen als Nationalheld, aber viele Historiker meinen doch, dass er Schuld an Übergriffen und Unregelmäßigkeiten hatte und seine Rolle im Monopolhandel gegenüber den eigenen Landsleuten alles andere als heldenhaft war.
Ein Denkmal beim Schloss Jægerspris erinnert an Magnus Heinason, wo er in einer Reihe mit Tordenskiold, Ludvig Holberg, Snorre Sturlason und anderen Helden des dänisch-norwegischen Reiches steht.
Das färöische Forschungsschiff Magnus Heinason ist nach ihm benannt.